# KV14
Ngôi mộ KV14 là một phần mộ, ban đầu được sử dụng cho việc chôn cất Twosret. Sau đó, tái sử dụng và mở rộng cho Setnakhte. Nó đã được mở từ thời cổ đại, nhưng được khai quật khi Hartwig Altenmüller khai quật nó từ năm 1983 đến năm 1987.
Nằm trong vùng trung tâm của Thung lũng của các vị Vua, nó đã chôn cất đến hai vị vua, sau đó nó được mở rộng và trở thành ngôi mộ lớn nhất của Hoàng gia khi dài đến 112 mét.
Ban đầu các họa tiết trang trí cho thấy các nữ Pharaon Twosret đã thay thế với những người nam Pharaon Setnakhte. Thậm chí sau đó, tên của Setnakte đã được thay thế bằng Seti II.

## Bản đồ vị trí các ngôi mộ

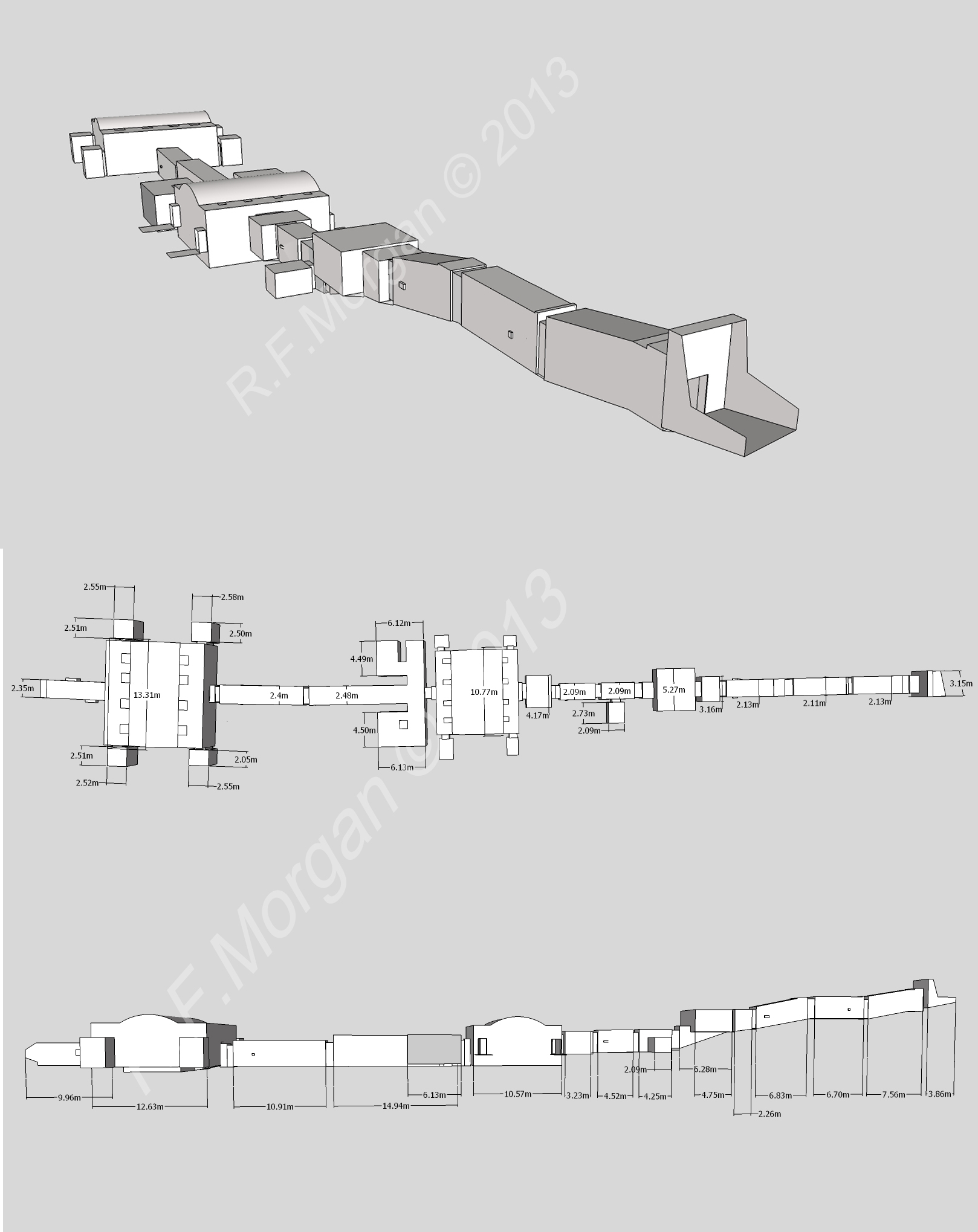
Hình ảnh của KV14 lấy từ một mô hình 3d